# أدونيس جلدي
أدونيس جلدي (الاسم العلمي: Adonis coriacea) نوع نباتي ينتمي إلى جنس الأدونيس أو عين الجمل من الفصيلة الحوذانية.